# Bochen

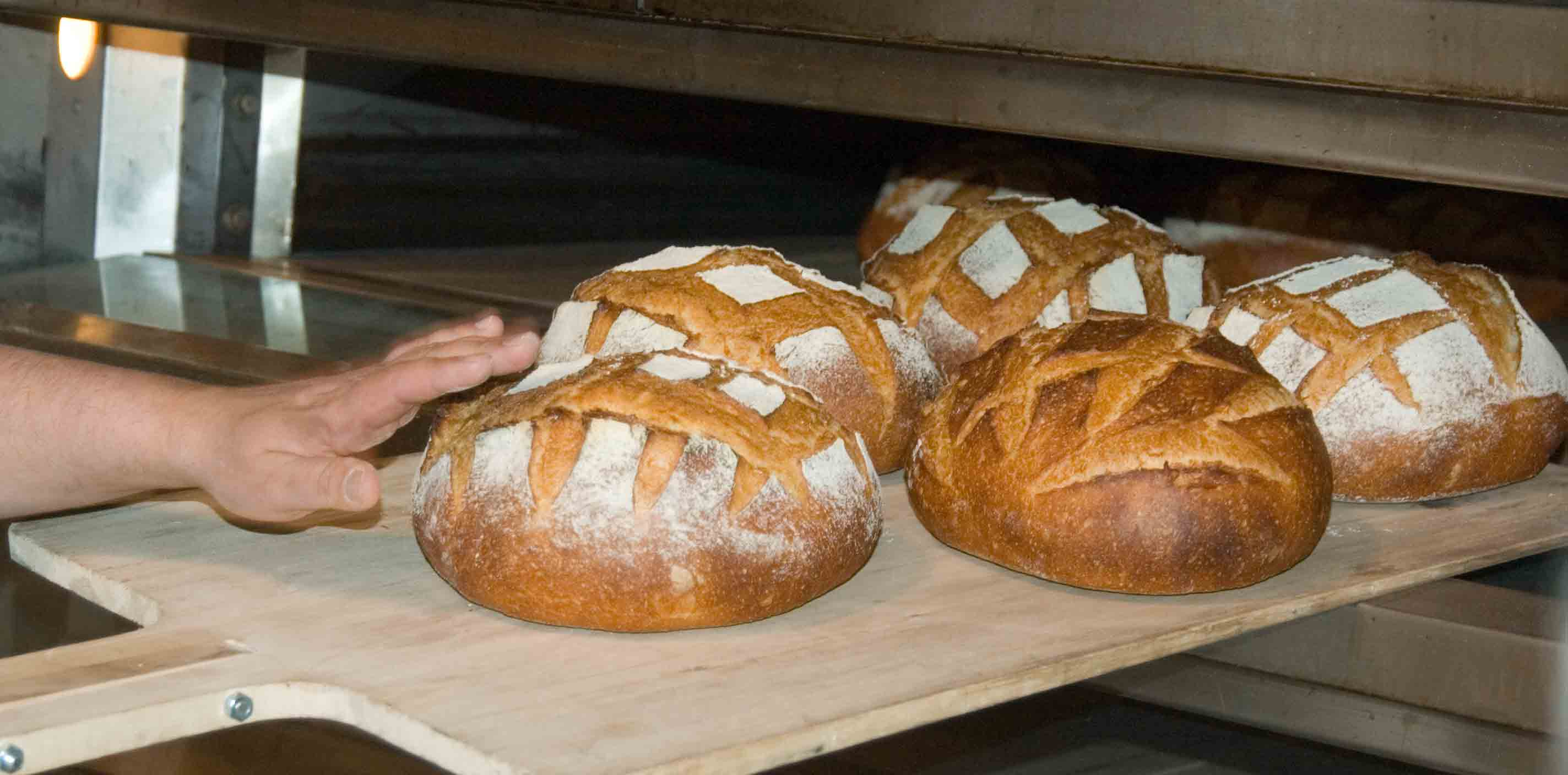
Świeżo upieczone bochny

Bochen – nazwa, jaką określa się bryłę chleba, najczęściej okrągłą lub podłużną. Bochny mają różną wielkość, miewają także skórkę zdobioną wzorem.
We współczesnym języku polskim za neutralną uważa się formę bochenek, kiedyś będącą zdrobnieniem słowa bochen. Natomiast wyraz bochen jest obecnie zgrubieniem słowa bochenek.